# Tomáš Plíhal
Tomáš Plíhal (* 28. März 1983 in Frýdlant v Čechách, Tschechoslowakei) ist ein tschechischer Eishockeyspieler, -trainer und -funktionär, der seit September 2024 beim ERSC Amberg in der viertklassigen Bayernliga unter Vertrag steht und dort auf der Position des Centers spielt. Parallel dazu ist Plíhal, der unter anderem 93 Spiele für die San Jose Sharks in der National Hockey League (NHL) bestritten hat, Mitbesitzer des tschechischen Drittligisten HC Jablonec nad Nisou.

## Karriere

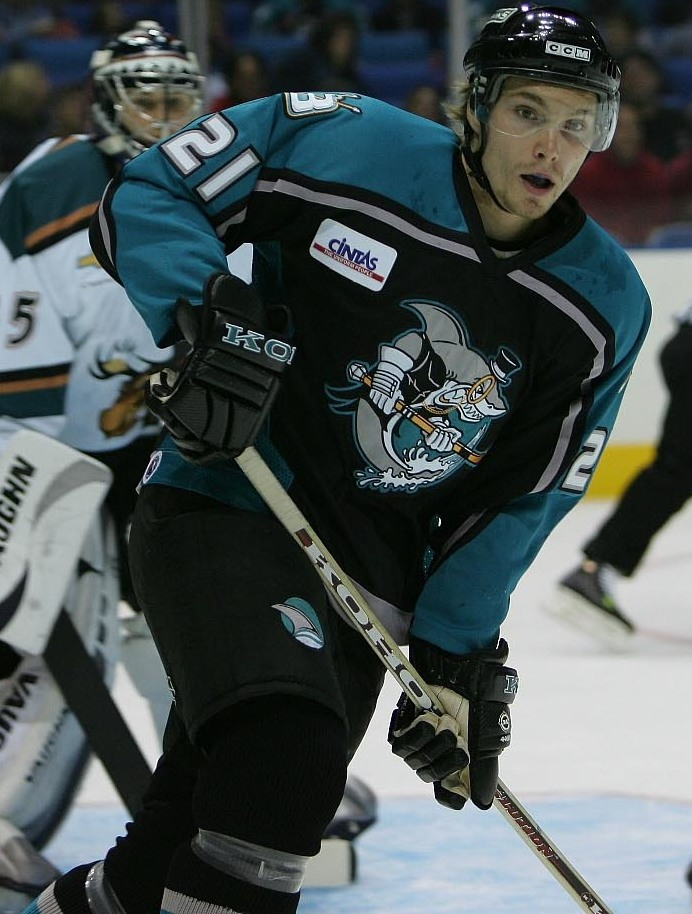
Plíhal im Trikot der Cleveland Barons (2004)

Plíhal spielte zunächst in der tschechischen U18- und U20-Extraliga beim HC Liberec. Nach der erfolgreichen Teilnahme an der U18-Junioren-Weltmeisterschaft 2001 mit der tschechischen U18-Nationalmannschaft und der Auswahl durch die San Jose Sharks im NHL Entry Draft 2001 in der fünften Runde an 140. Position entschied sich Plíhal für ein Engagement in Nordamerika.
Zum Beginn der Saison 2001/02 wechselte er zu den Kootenay Ice in die Western Hockey League, wo er zwei Spielzeiten verblieb. Im Jahr 2002 gewann er mit den Ice sowohl den President’s Cup als auch den Memorial Cup. Mit konstant guten Leistungen und starken Offensiv-Statistiken machte er die Scouts der Sharks auf sich aufmerksam. Diese lotsten ihn im Sommer 2003 zu den Cleveland Barons, dem damaligen Farmteam der Sharks, in die American Hockey League, wo Plíhal drei Spielzeiten lang auflief. In der Saison 2006/07 spielte der Tscheche zunächst bei den Worcester Sharks, dem neuen Farmteam San Joses, ehe diese ihn am 25. Januar 2007 erstmals in den NHL-Kader beriefen. Sein erstes Spiel bestritt er einen Tag später gegen die Edmonton Oilers und es folgten noch zwei weitere Einsätze. Zu Beginn der Spielzeit 2007/08 fiel der Tscheche wegen einer Schulterverletzung lange aus und konnte erst Anfang Dezember ins Spielgeschehen eingreifen. Nachdem er bis Mitte Januar 2008 in Worcester gespielt hatte, wurde er erneut nach San Jose beordert. Dort verblieb er für den Rest der Spielzeit und kam zu insgesamt 22 NHL-Einsätzen in der regulären Saison und vier in den Playoffs. Demgegenüber standen 22 weitere im Farmteam. Insgesamt kam er in den 22 NHL-Begegnungen auf vier Punkte, darunter ein Tor. Die Spielzeit 2008/09 verbrachte der Tscheche komplett in San Jose und kam so zu 64 Einsätzen. Seine 13 Scorerpunkte bescherten ihm die vereinsinterne Auszeichnung zum Rookie des Jahres.
Dennoch verlängerte das Management den Vertrag des Stürmers nicht, woraufhin dieser Anfang September 2009 einen Vertrag beim finnischen Klub TPS Turku aus der finnischen SM-liiga unterschrieb. Dem Verein gehörte der Tscheche drei Jahre lang an und wurde während dieser Zeit im Jahr 2010 Finnischer Meister mit dem Team, ehe einjährige Engagements bei den Ligakonkurrenten Kärpät Oulu und Tappara Tampere folgten. Ab Mai 2014 stand Plíhal beim HC Oceláři Třinec in der tschechischen Extraliga unter Vertrag und erreichte mit diesem am Ende der Saison 2014/15 die Vizemeisterschaft. Im September 2016 wechselte er schließlich zu Orli Znojmo, wo er ebenso zwei Spielzeiten verbrachte. Anfang März 2018 gaben die Heilbronner Falken aus der DEL2 seine Verpflichtung bekannt, wo er bis zum Ende der Saison 2017/18 unter Vertrag stand.
Es folgte die abermalige Rückkehr nach Tschechien, wo er fortan beim Drittligisten HC Jablonec nad Nisou auf Torejagd ging, den Klub jedoch immer wieder verließ, um vorzugsweise Angebote aus den deutschen Ligen anzunehmen. So spielte Plíhal in der Folge für den EV Landshut zunächst in der drittklassigen Oberliga, den er im Frühjahr 2019 zum Aufstieg in die DEL2 führte und im Jahr darauf auch einige Male in der DEL2 unterstützte, nachdem er zwischenzeitlich für den HC Kobra Prag auflief und auch leihweise für Jablonec nad Nisou spielte. Zum Ende der Spielzeit 2021/22 wechselte der Stürmer zu den Eisbären Regensburg in die DEL2. Zuvor hatte er zwei Jahre ausschließlich für Jablonec nad Nisou gespielt, ebenso wie nach seinem Gastspiel in Regensburg. Beim HC Jablonec nad Nisou fungierte er zudem als Cheftrainer und Manager in Personalunion. Von Dezember 2022 bis April 2024 stand der Tscheche bei den Erding Gladiators in der viertklassigen Bayernliga unter Vertrag und ist mittlerweile mit 33 Prozent der Anteile Mitbesitzer des HC Jablonec nad Nisou. Im September 2024 unterzeichnete Plíhal einen Vertrag beim Ligakonkurrenten der Erding Gladiators, dem ERSC Amberg.

## Erfolge und Auszeichnungen
| - 2002 President’s-Cup-Gewinn mit den Kootenay Ice - 2002 Memorial-Cup-Gewinn mit den Kootenay Ice - 2002 George Parsons Trophy - 2010 Finnischer Meister mit TPS Turku | - 2014 Finnische Vizemeister mit Tappara Tampere - 2015 Tschechischer Vizemeister mit dem HC Oceláři Třinec - 2019 Oberliga-Meister und Aufstieg in die DEL2 mit dem EV Landshut |

## Karrierestatistik
Stand: Ende der Saison 2023/24

### International
Vertrat Tschechien bei:
- World U-17 Hockey Challenge 2000
- U18-Junioren-Weltmeisterschaft 2001

(Legende zur Spielerstatistik: Sp oder GP = absolvierte Spiele; T oder G = erzielte Tore; V oder A = erzielte Assists; Pkt oder Pts = erzielte Scorerpunkte; SM oder PIM = erhaltene Strafminuten; +/− = Plus/Minus-Bilanz; PP = erzielte Überzahltore; SH = erzielte Unterzahltore; GW = erzielte Siegtore; 1 Play-downs/Relegation; Kursiv: Statistik nicht vollständig)